# Little Willie John
Little Willie John, född William Edward John 15 november 1937 i Cullendale, Arkansas, USA, död 26 maj 1968 i Washington State Prison i Walla Walla i Washington, var en amerikansk R&B-sångare som startade karriären i början av 1950-talet då han i en ålder av 14 år var sångare i Count Basies orkester. Hans mest kända låtar är "All Around the World" (1955) och "Fever" (1956) samt "Need Your Love So Bad" (1956) som många artister spelat in, bland andra B.B. King, Fleetwood Mac och Gary Moore.
1966 fängslades han för att knivhuggit en man till döds 1964.
Little Willie John valdes postumt in i Rock and Roll Hall of Fame and Museum 1996. James Brown spelade in ett postumt hyllningsalbum, Thinking About Little Willie John and a Few Nice Things, till Little Willie John 1968.

## Diskografi (urval)
Studioalbum
- 1956 – Fever
- 1958 – Talk To Me
- 1958 – Mister Little Willie John
- 1960 – In Action
- 1961 – Sure Things
- 1961 – The Sweet, The Hot, The Teen-Age Beat
- 1962 – Come On And Join Little Willie John At A Recording Session

Singlar (topp 20 på Billboard R&B)
- 1955 – "All Around the World" (#5)
- 1956 – "Need Your Love So Bad" (#5)
- 1956 – "Home At Last" (#6)
- 1956 – "Fever" (#1)
- 1956 – "Letter from My Darling" (#10)
- 1956 – "Do Something for Me" (#15)
- 1958 – "Talk to Me, Talk to Me" (#5)
- 1958 – "You're a Sweetheart" (#14)
- 1958 – "Tell It Like It Is" (#12)
- 1959 – "Leave My Kitten Alone" (#13)
- 1959 – "Let Them Talk" (#11)
- 1960 – "Heartbreak (It's Hurtin' Me)" (#11)
- 1960 – "Sleep" (#10)
- 1961 – "Walk Slow" (#21)
- 1961 – "Flamingo" (#17)
- 1961 – "Take My Love (I Want to Give It All to You)" (#5)